# Ivana Hoffmann
Ivana Hoffmann (1 september 1995 – 7 maart 2015), ook wel bekend als Avaşin Tekoşin Güneş, was een Afro-Duitse feministische communiste die met de Marxistisch-Leninistische Communistische Partij (MLKP) vocht in het Rojava-conflict van de Syrische Burgeroorlog. Ze was de eerste vrouwelijke buitenlandse strijder in de Syrische Democratische Strijdkrachten (SDS) die stierf in het conflict.
Hoffmann werd geboren in Emmerik, Noordrijn-Westfalen, Duitsland, uit een Duitse moeder en een Togolese vader. De moeder en Ivana verhuisden later naar Duisburg waar ze in de wijk Meiderich woonden en Hoffmann begon zich in de linkse politiek te mengen en kwam in aanraking met de beweging van de MLKP. 
Hoffmann reisde eind 2014 naar Syrië om zich bij het Rojava-conflict aan te sluiten. In een video die na haar dood werd gepubliceerd, gaf Hoffman haar redenen om lid te worden: "Ik besloot naar Rojava te komen omdat ze hier vechten voor de mensheid, voor rechten en voor internationalisme waar de MLKP voor staat. Wij zijn hier als MLKP om voor vrijheid te vechten. Rojava is het begin. Rojava is hoop."
Hoffmann werd gedood door de Islamitische Staat (in Irak en de Levant) (ISIL) terwijl zij samen met de Volksbeschermingseenheden in de buurt van Tell Tamer vocht tijdens het offensief van al-Hasakah in het oosten. Anti-ISIL-activisten die Hoffmann herdenken, werden later gearresteerd in İzmir, Turkije. Tot op heden was Hoffmann de jongste buitenlandse strijder die omkwam in de strijd voor de SDS.